# Grönhögen GK

Grönhögen GK är en golfklubb på Öland.
Banan byggdes 2002-2004. Banans arkitekt Pierre Fulke har hämtat inspiration från St Andrews vilket syns på de ondulerade greenerna som bland annat omges av torvade bunkrar.